# Kretataggmus
Kretataggmus (Acomys minous) är en däggdjursart som beskrevs av Charles Spence Bate 1903. Den ingår i släktet taggmöss, och familjen råttdjur. Inga underarter finns listade.

## Beskrivning
En förhållandevis stor taggmus med släktets spetsiga nos och typiska, styva och taggformade borst på ryggen. Längden från nos till svansrot är 9 till 13 cm, svanslängden 9 till 12 cm och vikten varierar från 30 till 86 g. Ryggpälsen är gråaktig, sidorna kan även dem vara gråaktiga men kan ofta gå mer i rödbrunt, och buken är smutsigt vit.

## Utbredning
Som namnet antyder, finns kretataggmusen endast på ön Kreta i Grekland.

## Ekologi
Arten är en skymnings- och nattaktiv gnagare som lever på torra platser med busk- och stäppmark samt kalkstensklippor med rikligt med sprickor. Arten uppehåller sig även nära mänskliga boplatser, och kan också gå in i byggnader, speciellt vintertid. Arten är en skicklig klättrare men går inte gärna högre än 600 – 1 000 m. Den lever i små kolonier dominerade av en hona. Musen är allätare, med tonvikt på säd. Den kan också äta andra växtdelar, insekter och sniglar. Som alla taggmöss har denna art ett effektivt utsöndringssystem, och kan klara sig på mycket litet vatten, speciellt om födan har högt vätskeinnehåll. Livslängden är omkring 4 år.

### Fortplantning
Arten blir könsmogen vid 2 till 3 månaders ålder. Honan får mellan 2 och 5 kullar per år, mellan mars och oktober. De 2 till 3 ungarna, som föds efter en dräktighet på 35 till 38 dagar, är ovanligt välutvecklade för att vara möss och har päls redan vid födelsen. Flera honor deltar i ungarnas uppfostran. Ungarna lämnar boet redan efter några dagar. De diar emellertid honan i 3 veckor.

## Taxonomi och status
Taggmusen är troligtvis en ny art på Kreta; forskare menar att bristen på tidiga fossil pekar på att kretataggmusen har förts dit av människan, och att det är sannolikt att den är en form av taggmusarten Acomys cahirinus. Av detta skäl har IUCN kategoriserat den under kunskapsbrist ("DD"). Tidigare, innan den taxonomiska konflikten uppmärksammats, har IUCN kategoriserat den som sårbar ("VU"); man menar emellertid att om musen idag skulle betraktas som en god art, skulle den klassats som livskraftig ("LC") på grund av dess vidsträckta utbredning över ön och avsaknaden av några egentliga hot.